# ريكاردو ميراندا
ريكاردو ميراندا هو سياسي كندي، ولد في 22 أغسطس 1976 في نيكاراغوا. حزبياً، نشط في Alberta New Democratic Party ‏. وقد انتخب عضو الجمعية التشريعية ألبرتا عن دائرة Calgary-Cross ‏ خلال فترته النيابية ‏.